# Burg Meineringhausen
Die Burg Meineringhausen ist eine abgegangene Wasserburg in Meineringhausen, einem Stadtteil von Korbach im nordhessischen Landkreis Waldeck-Frankenberg. Die kleine Burg befand sich auf 327 m Höhe über NHN südlich der Walme am östlichen Ortsrand, in der Nähe der Bundesstraße 251. Es sind keinerlei bauliche Reste der mittelalterlichen Burg mehr vorhanden.

## Geschichte
Zur Geschichte der Burg ist nur wenig bekannt. Es handelte sich wohl um eine kleine Wasserburg oder Motte, die von der Abtei Corvey an Lehnsmannen verliehen wurde. Es ist nicht bekannt, wer die Burg errichten ließ und wann dies geschah; möglicherweise war es der 1240 erwähnte „Cesarius de Menerinchusen“ oder bereits einer seiner Vorfahren. Im 14. und 15. Jahrhundert besaß die niederadelige Familie Wederewe Güter in Meineringhausen, darunter wohl auch die Burg. 1460 gab Graf Wolrad I. von Waldeck – die Grafen von Waldeck hatten der Abtei Corvey seit dem 13. Jahrhundert ein Großteil ihres Territorialbesitzes im waldeckschen Machtbereich entrissen – das Dorf nebst Niederer Gerichtsbarkeit, Zehnt und Diensten an den Landdrosten Heinrich vom Immighausen (Henrich von Ymmekusen) auf Lebenszeit, zur Hälfte als Pfandschaft, zur Hälfte aus Gnade; der Burgsitz dürfte darin mit eingeschlossen gewesen sein.
Mit dem Tod Heinrichs vom Immighausen erlosch sein Geschlecht im Mannesstamm gegen Ende des 15. Jahrhunderts und Graf Philipp II. von Waldeck-Eisenberg gab daraufhin Burgsitz und Dorf als Pfandschaft an seinen Ministerialen Hermann von Wolmeringhausen, seit 1481 Hofmeister des Grafen. Im Jahre 1496 erfolgte auch die Belehnung mit der Burg und dem zugehörigen Gut durch Corvey. Auf Hermann von Wolmeringhausen folgten erst sein Sohn Johann, dann dessen Sohn Hermann II. als Lehnsinhaber. Die Burggebäude fielen im Jahre 1570 einem Brand zum Opfer, und Otto von Wolmeringhausen, Sohn Hermanns II., ließ daraufhin eine neue Burganlage mit Wassergraben, Palisaden und Zugbrücke errichten. Laut Curtze war das „adelige Burghaus“ noch 1636 mit Palisaden, Wassergräben und Zugbrücken umgeben und noch immer von der Abtei Corvey vergebenes Lehen.
Als die von Wolmeringhausen 1635 in männlicher Linie mit Johann Otto von Wolmeringhausen ausstarben, sollte das Lehen in Meineringhausen je zur Hälfte an dessen zwei Töchter gehen: Mechthild, die auch das Gut Malberg erbte, und Anna Elisabeth, die außerdem Oberalme erhielt. Curt von Twiste, der Mechthild, die ältere Schwester, geheiratet hatte, nahm das Anwesen in Meineringhausen in Besitz und erhielt auch die Belehnung durch Corvey. Daraufhin kam es zu langwierigen Prozessen mit Anna Elisabeths Ehemann Johann Jost von Hanxleden um das Erbe in Meineringhausen, die sich unter den jeweiligen Nachkommen noch bis in die Mitte des 18. Jahrhunderts hinzogen. Erst 1746 sprach das Reichskammergericht dann den von Hanxleden die Hälfte der ehemals Wolmeringhausener Güter in Meineringhausen zu.
Die Herren von Twiste erloschen in der männlichen Linie mit Leopold Friedrich von Twiste im Jahre 1716. Dieser hatte das Burggut Meineringhausen bereits 1699 an Friedrich Wilhelm von Gaugrebe verpfändet, in zweiter Ehe mit der Tochter Odilia Charlotte des Johann Jost von Hanxleden verheiratet, der es 1708 von Corvey auch zu Lehen erhielt. Nach 1710 brannte das Wohnhaus erneut ab und der waldecksche Berghauptmann Georg Friedrich Gaugrebe ließ es wieder aufbauen.
Die Gaugreben zu Meineringhausen starben 1788 im Mannesstamm aus und ihr Besitz fiel als erledigtes Lehen zurück an den Waldecker Fürsten Friedrich Karl August. Dieser übertrug die seit 1722 den Gaugreben überlassene Niedere Gerichtsbarkeit im Dorf an das waldecksche Amt Landau und belehnte den Kammerrat Friedrich Kleinschmit (1734–1804) aus Arolsen mit dem Gut, der es an den waldeckschen Justizrat Johann Georg Redlich verpachtete. Seit dieser Zeit ist es im Besitz der Familie Kleinschmit, die 1878 mit Gustav Kleinschmit von Lengefeld (1811–1879) in den erblichen waldeckschen Freiherrenstand erhoben wurde. Dieser Besitz blieb seitdem immer verpachtet, unter anderem an Christoph Friedrich Großkurth und nach diesem an dessen Sohn Ferdinand Großkurth.
Im Jahre 1826 wurde das alte Wohnhaus an der Warme durch ein schlichtes Haus im Biedermeierstil auf der Südseite der Straße ersetzt, ein einfacher Fachwerkbau mit einem Steinsockel, zwei Ganzgeschossen, einem Halbgeschoss und einem Satteldach.

## Heutiger Zustand
Von der ehemaligen Burg sind keinerlei bauliche Reste erhalten. Das 1826 erbaute Wohnhaus ist ungenutzt und sehr vernachlässigt. Die landwirtschaftlichen Flächen des einstigen Burgguts sind weiterhin verpachtet und in Nutzung.